# Coordonare copulativă
Coordonarea copulativă exprimă ideea de asociere în timpul actiunii. Aceasta se poate realiza cu următoarele conjuncții: și nu, nici, ca și, precum și,ca tine etc.